# スズキキヨシ
スズキキヨシ（すずききよし、1953年 - ）は、日本のカリンバ奏者／制作者、パーカッショニスト。
音楽を「おんらく」楽器を「らっき」と位置づけ、つねに「楽しさ」の視点から、オーガニックなサウンドとグルーヴを追求するパーカッショニスト・音楽講師。
1970年代～1980年代、ジャズそして民族音楽・演劇・ダンスとのコラボレーション等さまざまな演奏活動を重ね、90年頃、地域、学校、福祉施設での音楽講座を開始。楽器を習ったことがない人、音楽が苦手な人、子供からお年寄りまで、誰でもすぐに楽しめる楽器を紹介しながら音楽の楽しさを伝えている。
ミュージシャンとしての音楽経験、音楽療法や社会福祉施設での豊富な講師経験から生まれた柔軟な発想で、幼児からお年寄りまで、さまざまな人たちに”音楽の入り口”をわかりやすく伝えている。「おんらく」をテーマに様々な活動をするチーム、「おんらく市場」代表。

## 来歴
クラシック、ジャズを通してパーカッショニストとしての基礎を築く。
1990年ANC代表団を率いて来日したネルソン・マンデラの歓迎コンサート（日大文理講堂／主催：日本国政府、歓迎実行委員会）に出演、演奏。
1990年代、日本初のアフリカン打楽器ユニット等でも活動をスタートし、韓国打楽器グループ「サムルノリ」、黒田征太郎ライブペインティングとの共演も果たす。
2002年までの数年間、アイヌ楽器トンコリの奏者OKI、ムックリと唄の名手安東ウメ子と演奏活動を行う。
2000年以降はミュージシャン活動と平行して、音楽を中心とした地域交流イベントのディレクションやワークショップ講師として活動。
2011年より京都市に移住。2012年から2015年まで京都造形芸術大学の講師を務める。2015年よりNPO劇研の地域プログラムディレクターとして、音楽による地域社会の活性化に努めている。

## 著書
- 『音楽（おんらく）本』（生活ジャーナル）

## 共著
- 『そだててあそぼう-ひょうたんの絵本』（農文協）

## CD
- 『The Island of Kalimba 〜カリンバの島〜』（2006年発売）
- 『Smile Kalimba』（2008年発売）
- 『Kalimba Sketch／カリンバ スチケッチ』（2013年発売）

## 参加ユニット
- ウカララ
- AFA
- 旅心音楽団
- smile kalimba
- きまぐれトリオ
- 音頭バンド サンポーヨシ

## 参加CD
- 「しおのみち」／「しおのみち(2)」(AWA MUSE)
- OKI「NO-ONE'S LAND」
- OKI feet. 安東ウメ子「HANKAPUY」
- 安東ウメ子「IHUNKE」
- 「童謡劇場サウンドトラック」(童謡ふるさと館／群馬県みどり市)
- 「タシャコール」(アシアナ基金)　他多数